# Щастя в нещасті
«Щастя в нещасті» (пол. Nędza uszczęśliwiona, інший переклад: Благословенна бідність) — опера Мацея Каменського в двох діях. Лібрето було написане Войцехом Богуславським на основі однойменної кантати Францішка Богомольця (1777). Прем'єра опери відбулася 11 липня 1778 року у варшавському палаці Радзівілів.
Донедавна вважалося, що «Щастя в нещасті» — перша опера польською мовою, поставлена у загальнодоступному театрі. Однак у 2005 році професором Єжи Голосом було опубліковано комічну оперу рубежу XVII—XVIII століть (швидше за все, близько 1680 року), що збереглася в рукописі, невідомого авторства, названа ним «Весела історія, або Полювання на зайця» (пол. Heca albo polowanie na zająca). Крім того, відомі дві польські опери Михайла Казимира Огінського, поставлені у Слонімі в 1771 році.

## Дійові особи
- Підстароста (Podstarości) — баритон
- Ганна, бідна селянка (uboga Wieśniaczka) — сопрано
- Кася, її дочка (iéy córka) — сопрано
- Ян, багатий міщанин (bogaty mieszczanin) — бас
- Антек, парубок (parobek) — тенор

Дія відбувається у селі.

## Видання
- Maciej Kamieński, Wojciech Bogusławski. Nędza uszczęśliwiona: Opera w dwóch aktach. Libretto Wojciecha Bogusławskiego według Franciszka Bohomolca . Краков: PWM, 140 pp.